# Kevin Boss
Kevin Boss (Corvallis, 11 gennaio 1984) è un giocatore di football americano statunitense che gioca nel ruolo di tight end per i Kansas City Chiefs della National Football League. Fu scelto nel corso del quinto giro del Draft NFL 2007 dai New York Giants. Al college ha giocato a football alla Western Oregon University.

## Carriera universitaria
Boss ha giocato con i Western Oregon Wolves, squadra rappresentativa dell'Università dell'Oregon Occidentale in 33 partite di cui 31 da titolare, totalizzando 1.590 yard ricevute e 19 touchdown.

## Carriera professionistica

### New York Giants
Al draft NFL 2007 è stato selezionato come 153a scelta dai Giants. Ha debuttato nella NFL il 9 settembre a Dallas contro i Dallas Cowboys nella squadra speciale indossando la maglia numero 89. Mentre l'11 novembre sempre contro i Cowboys ha fatto la sua prima ricezione in carriera.
Al suo primo anno ha vinto il Super Bowl contro i New England Patriots.
Nell'anno successivo gioca 15 partite tutte da titolare, diventando il miglior realizzatore di touchdown (6) su ricezione di tutta la squadra. La sua corsa si conclude al Divisional play-off. Viene scelto come prima riserva del Pro Bowl.
Il 2009

### Oakland Raiders
Il 5 agosto 2011 ha firmato un contratto di 4 anni per un totale di 16 milioni di dollari con i Raiders. Ha saltato le prime due partite della stagione a causa di un infortunio. Ha debuttato con i Raiders il 25 settembre contro i New York Jets con la maglia numero 87.
Il 16 ottobre contro i Cleveland Browns ha realizzato un touchdown di 35 yard su un field goal fintato dal compagno Shane Lechler. Ha chiuso la stagione con 14 partite di cui 11 da titolare totalizzando 368 yard con 3 touchdown.

### Kansas City Chiefs
Boss firmò coi Kansas City Chiefs il 15 marzo 2012 un contratto triennale del valore di 9 milioni di dollari.

## Vittorie e premi
- Super Bowl : 1 Super Bowl XLII

## Statistiche
| Partite totali             | 72    |
| Partite totali da titolare | 56    |
| Yard su ricezione          | 1.968 |
| Touchdown su ricezione     | 21    |